# Schellen-Ursli (1964)
Schellen-Ursli ist ein Film des Schweizer Regisseurs Ulrich Kündig aus dem Jahr 1964. Er erzählt die Geschichte des Schellen-Ursli und entstand in Zusammenarbeit mit der Autorin Selina Chönz, die 1945 zusammen mit dem Zeichner Alois Carigiet das Bilderbuch verfasst hatte.

## Produktion
Der Film wurde im Auftrag des Verkehrsvereins Graubünden gedreht, der damit Werbung für Graubünden und speziell das Engadin machen wollte. Produziert wurde der Film als 35-mm-Film durch die Condor Films unter der Leitung von Heinrich Fueter. Die Hauptrolle spielte der damals siebenjährige Gianni Cantoni aus St. Moritz. Verantwortlich für die zahlreichen Tieraufnahmen war der Engadiner Filmer und Redaktor Domenic Feuerstein (1928–2006). Die Erstaufführung fand am 1. Dezember 1964 im Zürcher Kino Rex statt.
Die Produktion ist ein Stummfilm mit zur Handlung passender Musik und Geräuschen und dadurch international verständlich.

## Dreharbeiten
Die Dreharbeiten fanden 1964/65 hauptsächlich in Guarda im Unterengadin statt, wo sich auch die Handlung des Bilderbuches abspielt. Weitere Drehorte waren der Schweizerische Nationalpark, die Lenzerheide, das Val Morteratsch sowie weitere Engadiner und Bündner Orte.

## Handlung
Im Gegensatz zur Neuverfilmung von Xavier Koller folgt dieser Film genau der Vorlage des Bilderbuches. Der kleine Ursli ist enttäuscht, dass er für den traditionellen Chalandamarz-Umzug anfangs März die kleinste Glocke von allen Buben erhält. Da kommt ihm in den Sinn, dass hoch oben im Maiensäss eine riesige Glocke hängt. Er beschliesst, alleine zur Hütte hochzusteigen, um sie zu holen. Auf seinem beschwerlichen Aufstieg durch unberührte Natur begegnet er zahlreichen Tieren, beobachtet Steinböcke, Gämsen, Murmeltiere und ein Rehkitz. Diese Natur- und Tieraufnahmen machen den grössten Teil des Kurzfilms aus. Während sich die Eltern und Nachbarn im Dorf Sorgen machen und den Jungen suchen, übernachtet Ursli in der Alphütte. Frühmorgens macht er sich auf den Weg zurück ins Dorf, wo er gerade noch rechtzeitig eintrifft, um mit seiner grossen Glocke den Umzug anführen zu können.

## Auszeichnungen
- 1. Preis für den besten Jugendfilm an der 15. Internationalen Woche für Filme über Tourismus und Folklore in Brüssel
- 1. Preis am «Festival international du court métrage pour la jeunesse» in Paris
- «Edinburgh International Film Festival»: aufgenommen in die Liste der besten Dokumentarfilme
- Auszeichnungen an internationalen Festivals wie Barcelona, Marseille und Mannheim[2]